# オブスカヤ・ボヴァネンコヴォ・カルスカヤ鉄道
オブスカヤ・ボヴァネンコヴォ・カルスカヤ鉄道（オブスカヤ・ボヴァネンコヴォ・カルスカヤてつどう、ロシア語: Железная дорога Обская — Бованенково — Карская）は、ロシア連邦に存在する鉄道路線。北極圏に位置するヤマル半島に埋蔵されている石油や天然ガス輸送を目的に建設された。半国有企業のガスプロムが所有しており、2019年現在世界で最も北を走る鉄道路線であり終点のカルスカヤ駅（北緯70度19分10秒 東経68度23分15秒 / 北緯70.31944度 東経68.38750度）は世界最北端の鉄道駅となっている。

## 歴史
ロシア連邦・シベリア北西部に位置するヤマル半島には多量の石油や天然ガスが埋蔵されており、総貯蔵量は天然ガスが26.5兆 m3、ガス凝縮水が16億 t、石油が3億 tと見積もられている。この多量の資源をロシア本土へ輸送する機関として長年カラザウェイ港に到着する船舶が用いられていたが、冬季は北極海が凍結するため夏季のみしか運用ができず、更にコストの面でも不利であったため、通年利用が可能な陸上輸送機関である鉄道の建設が求められていた。そこで1985年に鉄道やパイプラインの建設を目的としたヤマルトランスストロイが設立され、翌1986年からサレハルド-イガルカ鉄道のオブツカヤ駅から分岐する鉄道路線の建設が開始された。
当初は1990年初頭に開通する予定であったが、ソビエト連邦の崩壊に加え永久凍土の上に鉄道路線を敷設するという前例のない工事であったため建設は遅れ、1995年にオブスカヤ - パユタ（Паюта）間244kmが開通したところで中断した。工事が再開されたのは2005年で、翌2006年からロシア最大の天然ガス企業であるガスプロムがヤマル半島での天然ガス開発を本格化させる計画を発表した事で建設は一気に進展した。2007年以降は後述するロシア最長の鉄道橋の建設が始まり2009年に完成した。オブツカヤ - ボヴァネンコヴォ間の営業運転が始まったのは2010年2月、カルスカヤ駅への延伸は翌2011年2月となった。また、将来カラザウェイ港へ更に路線を延伸する計画が存在する。

## 路線
2019年現在の路線総延長は572 kmで、駅は起点のオブスカヤ駅を除いて5箇所、信号所は12箇所に設置されている。
永久凍土が覆う北極圏に線路を敷設するため、築堤には水分を多量に含む砂を用い、冬季の低温時に凍結する事で必要な強度が得られる構造となっている。また夏季における築堤の安定性を確保するために、発泡ポリスチレン製の熱吸収材を凍結砂に含むジオテキスタイル工法を用いた断熱システムが用いられている。盛土の砂の充填は永久凍土や生態系の保護のため冬季に実施される。
路線内に設置された橋梁は70箇所で、総延長は12kmにも及ぶ。そのうちユリベイ川の鉄橋は環境保護や先住民族の文化保護のため、デルタ地帯全域を跨ぐ全長3.9 kmという北極圏最長の鉄道橋となった。永久凍土の上を走るため橋脚は深さ30m - 60mまで直鉄パイプを打ち込みコンクリートを流し込んだ地盤の上に建設され、工事には専用に開発された機材が導入された。